# Thung lũng Trung phần California

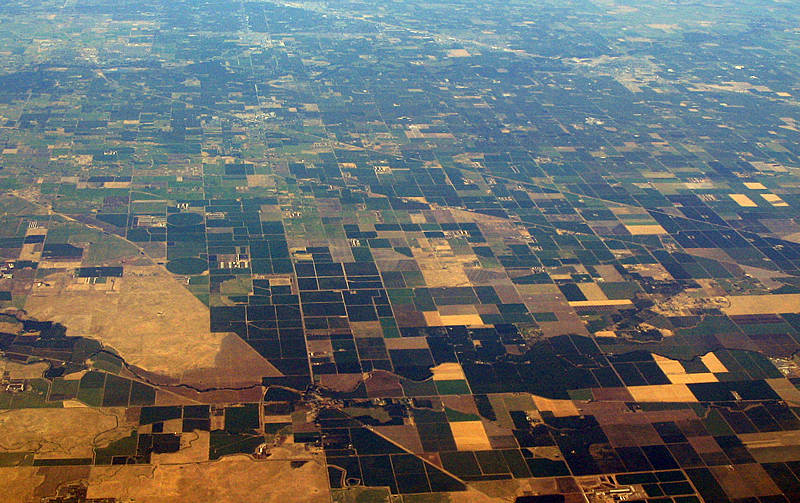
Một bộ phận Thung lũng nhìn từ trên không trung

Các quận trong Thung lũng Trung tâm

Thung lũng Trung phần California hay Thung lũng Trung tâm (tiếng Anh: Central Valley) của California là một thung lũng rộng và bằng phẳng với diện tích 22.500 dặm vuông Anh (58.000 km2), chiếm phần lớn khu vực trung tâm của bang California, Hoa Kỳ. Thung lũng rộng 40 đến 60 dặm (60 đến 100 km) và trải dài khoảng 450 dặm (720 km) từ tây bắc đến đông nam, nằm sâu trong đất liền nhưng song song với bờ biển Thái Bình Dương. Thung lũng Trung phân chiếm 13,7% tổng diện tích đất liền của California và cũng là khu nông nghiệp có năng suất suất cao nhất California.
Thung lũng Trung phần đúng ra là kết hợp hai thung lũng lớn: thung lũng Sacramento nằm ở phía bắc và thung lũng San Joaquin ở phía nam. Hai phần gặp nhau ở Vụng Suisun. Thung lũng Sacramento góp phần lớn nước từ phía bắc tràn về với vũ lượnng 20 inch (510 mm) mỗi năm; thung lũng San Joaquin thuộc vùng ít mưa hơn với khí hậu sa mạc bán khô hạn nằm ở cực nam. Hai con sông tạo ra hai thung lũng kể trên là sông Sacramento và sông San Joaquin. Chỗ hợp lưu gần Vụng Suisun cũng là đồng bằng châu thổ sông Sacramento-San Joaquin, một vùng đất trũng lầy lội với nhiều kênh đào, mương rạch. Nước ngọt từ đó thoát ra vịnh San Francisco để đổ ra Thái Bình Dương.
Riêng ở cực nam Thung lũng Trung phần là bồn địa Tulare, xưa là hồ nước ngọt thoát ra phía sông San Joaquin nhưng vì bị con người khai thác quá hạn nên đã khô cạn từ cuối thế kỷ 19. Hồ Tulare chỉ tụ nước đôi ba lần suốt 50 năm qua những năm nào nhiều mưa dâng mực nước cao đủ để rót nước vào sông San Joaquin.

## Ranh giới và dân số
Thung lũng Trung tâm được giới hạn bằng các dãy núi Cascade, Sierra Nevada, và Tehachapi ở phía đông, và dãy núi Bờ biển cùng vịnh San Francisco ở phía tây. Vùng đáy rộng lớn của thung lũng là các khu vực nông nghiệp rộng lớn với nhiều trung tâm dân cư nằm rải rác. Các quận thường đợc xem là có liên hệ với thung lũng:
- Thung lũng Bắc Sacramento (Shasta, Tehama, Glenn, Butte, Colusa)
- Metro Sacramento (Sacramento, El Dorado, Sutter, Yuba, Yolo, Placer)
- Bắc San Joaquin (San Joaquin, Stanislaus, Merced)
- Nam San Joaquin (Madera, Fresno, Kings, Tulare, Kern)

Ngày nay có khoảng 6,5 triệu người sinh sống tại Thung lũng Trung tâm, và đây là khu vực phát triển nhanh nhất tại California. Có 12 vùng thống kê đô thị (MSA) và 1 vùng thống kê tiểu đô thị (μSA) tại Thung lũng Trung tâm. Thành phố lớn nhất tại Thung lũng Trung tâm là Fresno, theo sau là thủ phủ Sacramento của California.
- Vùng đô thị Sacramento (2.158.910)
- Vùng đô thị Fresno (942.904)
- Vùng đô thị Bakersfield (851.710)
- Vùng đô thị Stockton (696.214)
- Vùng đô thị Modesto (518.522)
- Vùng đô thị Visalia-Porterville (449.253)
- Vùng đô thị Merced (259.898)
- Vùng đô thị Chico (220.266)
- Vùng đô thị Redding (177.774)
- Vùng đô thị thành phố Yuba (167.497)
- Vùng đô thị Hanford-Corcoran (153.765)
- Vùng đô thị Madera (152.925)
- Vùng đô thị Red Bluff (63.601)

## Địa chất
Sự bằng phẳng của đáy Thung lũng Trung tâm tương phản với đặc trưng của hầu hết địa hình California- tức những ngọn đồi gồ ghề hay các dãy núi thoai thoải. Thung lũng được cho là ban đầu nằm dưới mực nước biển, do một khu vực ngoài khơi bị nén xuống bởi sự hút chìm của phiến Farallon vào một rãnh xa hơn ngoài khơi. Đới đứt gãy San Joaquin là một đặc điểm địa chất đáng chú ý của Thung lũng Trung tâm.
Thung lũng sau đó bị bao quanh khi dãy núi Bờ biển được nâng lên, cửa thoát nước ban đầu của nó là vịnh Monterey. Đới đứt gãy làm di chuyển dãy núi Bờ biển, và một cửa thoát nước mới được hình thành gần nơi mà nay được gọi là vịnh San Francisco. Trong hàng thiên niên kỉ, thung lũng bị bồi lấp do trầm tích từ các dãy núi, cùng với đó là Sierra Nevada nổi lên ở phía đông; sự bồi lấp cuối cùng tạo ra một vùng đất bằng phẳng lạ thường có độ cao chỉ vừa đủ ở trên mực nước biển. Trước khi xây dựng hệ thống cống dẫn nước và kiểm soát lũ lụt đồ sộ của California, lượng tuyết tan hàng năm biến nhiều khu vực của thung lũng thành một biển nội địa.
Một ngoại lệ đáng chú ý của vùng đáy bằng phẳng của Thung lũng Trung tâm là Sutter Buttes, tàn tích của một ngọn núi lửa đã tắt ở ngay phía tây bắc của thành phố Yuba và nằm cách 44 dặm (71 km) về phía bắc của Sacramento.
Về mặt địa văn học, Thung lũng Trung tâm nằm trong khu vực địa văn học của máng California, và bản thân nó lại là một phần của vùng Ranh giới Thái Bình Dương, mà tiếp theo lại thuộc về hệ thống núi Thái Bình Dương.

## Môi trường
'Đồng cỏ Thung lũng Trung tâm' là vùng sinh thái đồng cỏ, xa van và cây bụi ôn hòa và cận nhiệt Tân Bắc Cực, nó từng là một đồng cỏ đa dạng bao gồm các khu vực đồng cỏ sa mạc (ở cực nam), đồng cỏ, xa van, vùng rừng ven sông, đồng lầy, một vài loại hình hồ nước theo mùa, các hồ lớn nhất là hồ Tulare (nay đã khô hạn), cũng là hồ lớn nhất Hoa Kỳ ở phía tây của Mississippi, hồ Buena Vista và hồ Kern. Tuy nhiên, phần lớn môi trường tự nhiên của Thung lũng Trung tâm đã bị hoạt động của con người loại bỏ hoặc biến đổi bao gồm cả việc đưa đến các loài thực vật ngoại lai, đặc biệt là các loại cỏ. Các vùng rừng sồi và chapparal (cây bụi và cây thạch nam) ở vùng diềm của thung lũng được phân loại là vùng sinh thái vùng rừng và chaparral nội địa California. Các vùng đất ngập nước là mục tiêu của các hoạt động giải cứu nhằm phục hồi các khu vực sinh thái gần như đã bị nông nghiệp tàn phá.

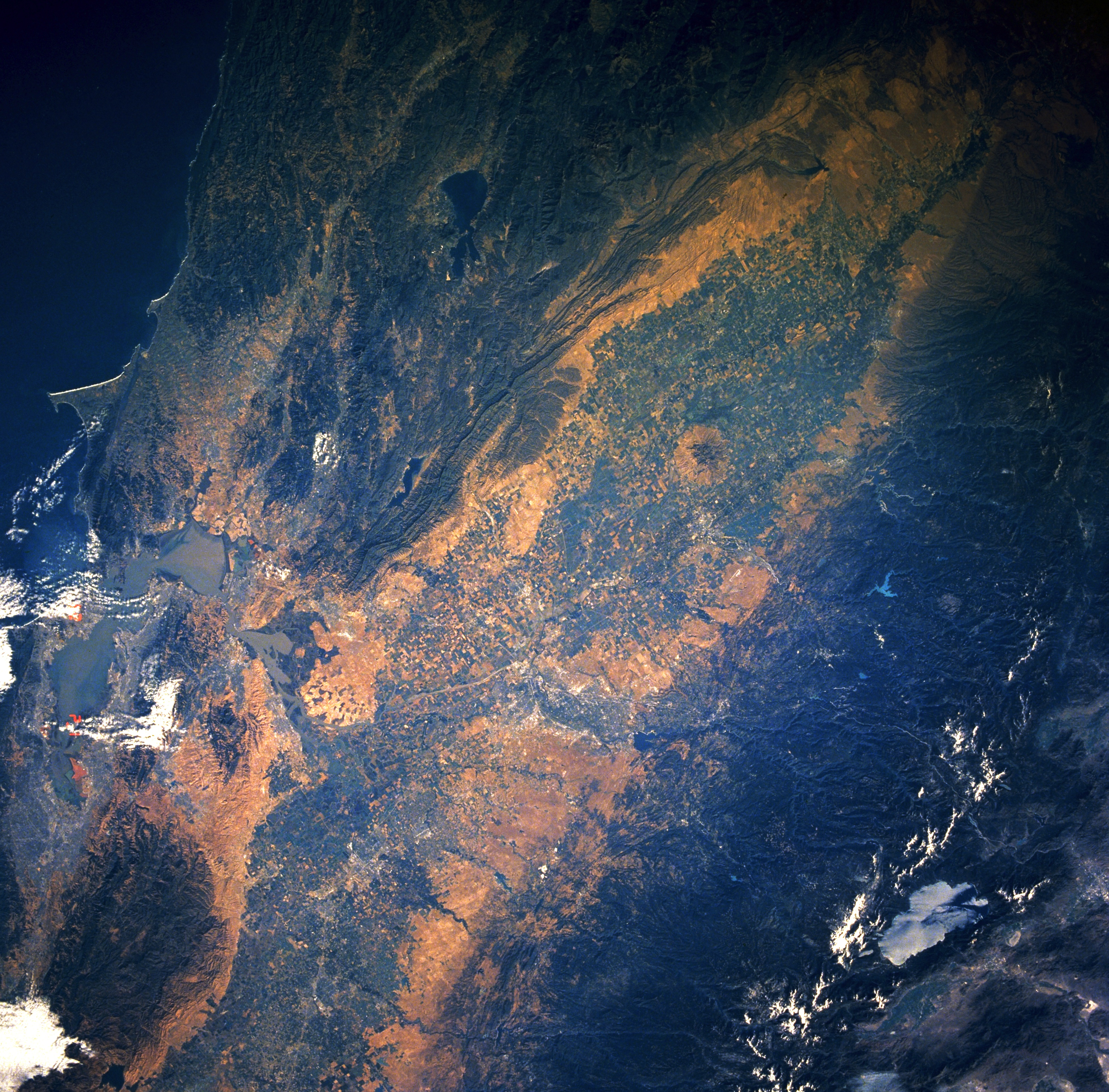
Thung lũng Trung tâm nhìn từ không gian.

### Thực vật
Loại cỏ chi phối trong thung lũng là Nassella pulchra, chúng mọc xen với các loài khác, song ngày nay chỉ có 1% đồng cỏ trong thung lũng là nguyên gốc và còn nguyên vẹn. Vẫn còn có thể trông thấy các loại cỏ hoa bao gồm Eschscholzia californica (anh túc California), Lupinus, và Castilleja exserta, đặc biệt là tại thung lũng Antelope ở vùng đồi Tehachapi. Các loại cây ven sông bao gồm liễu, Platanus racemosa, Acer negundo, Populus fremontii, và loài sồi Thung lũng (Quercus lobata) đặc hữu.

### Động vật
Thung lũng Trung tâm từng là nơi sinh sống của một số lượng lớn các cá thể linh dương sừng nhánh (Antilocapra americana), nai sừng tấm bao gồm phân loài nai sừng tấm Tule đặc hữu (Cervus elaphus nannodes), nai đuôi trắng (Odocoileus hemionus), sóc đất California (Otospermophilus beecheyi), động vật gặm nhấm đào hang, chuột nhắt, thỏ rừng, thỏ và chuột kangaroo, cùng với các loài động vật ăn thịt chúng như cáo Kit San Joaquin, một phân loài mà nay đang có nguy cơ tuyệt chủng, chúng vẫn còn sống trên các vùng sườn đồi của thung lũng San Joaquin. Các vùng đất ngập nước của thung lũng là một môi trường sống quan trọng của các loài chim nước trú đông và chim di cư khác nhau. Thung lũng có các loài bò sát và lưỡng cư như rắn Masticophis flagellum ruddocki, thằn lằn mũi cùn Gambelia sila, thằn lằn bóng chân ngắn Eumeces gilberti và rắn Thamnophis couchii. Ngoài ra, thung lũng còn có một số loài động vật không xương sống đặc hữu.

### Các mối đe dọa và bảo tồn
Nông nghiệp, đặc biệt là việc phát quang để tạo ra bãi đất chăn thả, và hút nước từ các hồ và sông đã làm thay đổi hoàn toàn môi trường sống của Thung lũng. Hầu hết các đồng cỏ bản địa đã bị các loài mới đánh bại, hầu hết các hồ nước theo mùa đã bị lấy để tướng hoặc biến mất theo một hình thức khác và chỉ còn lại ở các sườn núi cao, vùng đồng lầy hầu hết cũng bị lấy nước để tưới, và các vùng rừng ven sông gần như đều bị ảnh hưởng.
Công viên tiểu bang Great Valley Grasslands vẫn bảo tồn một hình mẫu của môi trường sống đồng cỏ bản địa trong thung lũng, trong khi môi trường sống xa van sồi vẫn còn lại ở gần Visalia. Thung lũng có các khu vực đất ngập nước và rừng ven sông ở phía bắc, đặc biệt là ở hệ thống sông Sacramento như Khu bảo tồn sông Cosumnes của Hội bảo tồn thiên nhiên Hoa Kỳ nằm ngay phía nam của Sacramento, khu vực loài hoang dã Gray Lodge, khu quản lý loài hoang dã Butte Sink, và các vùng đất nhỏ ở vùng châu thổ. Các hồ nước theo mùa còn lại bao gồm Khu bảo tồn loài hoang dã quốc gia Pixley nằm giữa Tulare và Bakersfield và khu bảo tồn đồng cỏ Jepson Prairie ở vùng đồng bằng châu thổ. Có các vùng đất cây bụi sa mạc ở phía nam thung lũng San Joaquin và tại đồng bằng Carrizo, đồng bằng này nằm ngay bên ngoài thung lũng song có một cảnh quan tương đồng.

## Khí hậu

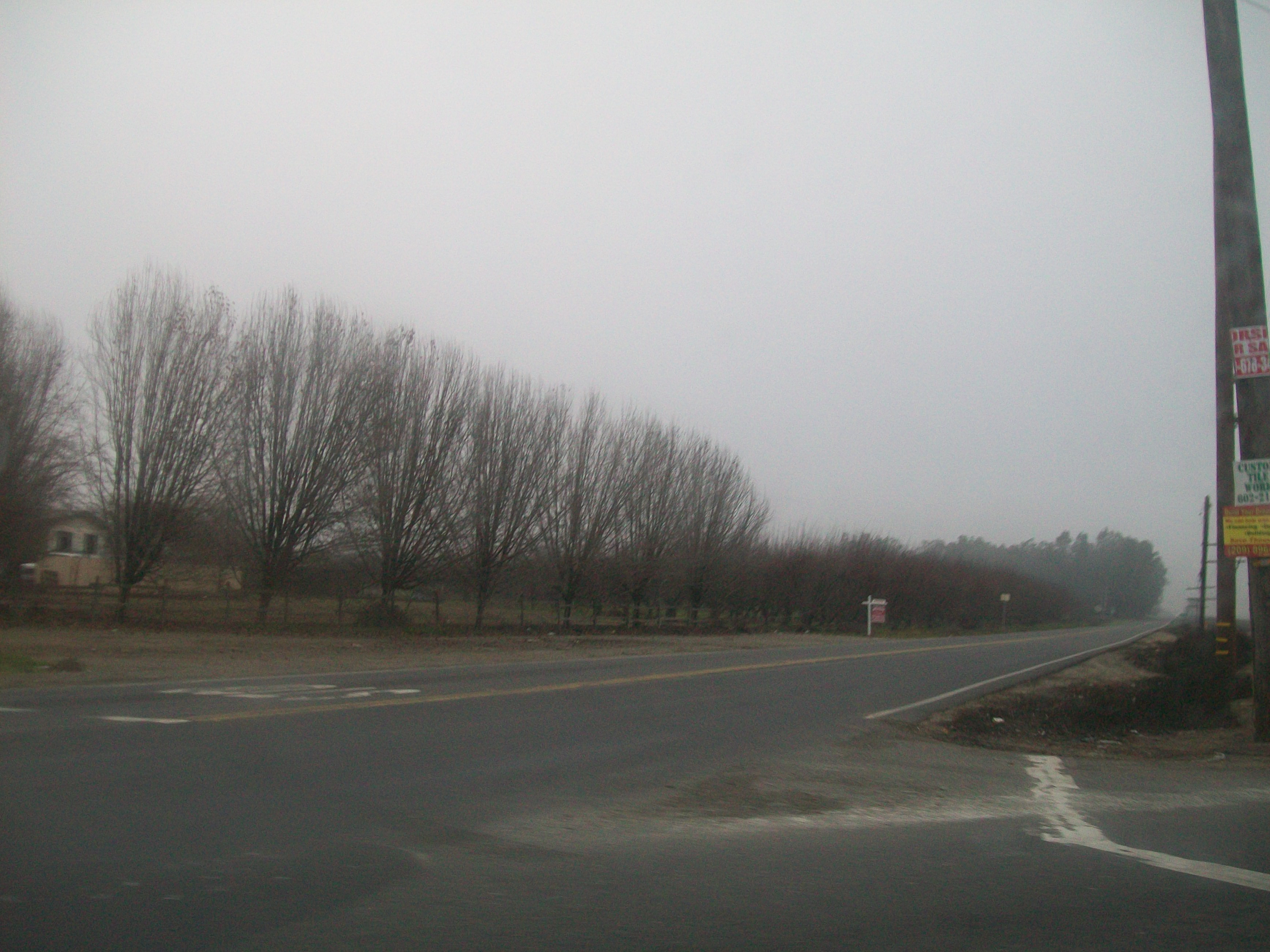
Sương mù Tule quận Stanislaus vào tháng 12

Phía bắc Thung lũng Trung tâm có khí hậu Địa Trung Hải nóng (phân loại khí hậu Köppen: Csa); các khu vực ở xa hơn về phía nam thuộc vùng bóng mưa, đủ khô để xác định thuộc khí hậu đồng cỏ Địa Trung Hải (BShs, như ở quanh Fresno) hay thậm chí là sa mạc vĩ độ thấp (BWh, như ở các khu vực quanh Bakersfield). Thung lũng có thời tiết nóng và khô trong mùa hè, có thời tiết mát mẻ và ẩm trong mùa đông, khi đó sương mù trên mặt đất xuất hiện thường xuyên và được người dân khu vực gọi với cái tên là"sương mù Tule", nó khiến cho tầm nhìn bị che khuất. Nhiệt độ ban ngày vào mùa hè tiến gần đến 100 °F (38 °C), và các sóng nhiệt thường thấy có thể đưa nhiệt độ vượt quá 115 °F (46 °C). Từ giữa thu đến giữa xuân được xem là mùa mưa — mặc dù vào cuối hè, gió đông nam trên cao có thể đem đến các cơn bão có nguồn gốc nhiệt đới, chủ yếu là ở nửa phía nam của thung lũng San Joaquin song đôi khi cũng xuất hiện ở thung lũng Sacramento. Nửa phía bắc của thung lũng Trung tâm nhận được lượng mưa lớn hơn so với nửa phía nam bán sa mạc. Sương giá xảy ra nhiều lần trong những tháng mùa đông, song tuyết vô cùng hiếm gặp.

## Thủy văn
Hai hệ thống sông chính tiêu thoát nước và xác định hai phần của Thung lũng Trung tâm. Sông Sacramento, cùng với các chi lưu sông Feather và sông American, chảy theo hướng nam qua khoảng 447 dặm (719 km) của thung lũng Sacramento. Tại thung lũng San Joaquin, sông San Joaquin dài khoảng 365 dặm (587 km), nhận nước từ các chi lưu như sông Merced, sông Tuolumne, sông Stanislaus và sông Mokelumne.
Ở phần phía nam của thung lũng San Joaquin, quạt bồi tích của sông Kings và một sông khác bắt nguồn từ các dòng suối ở dãy núi Bờ biển đã tạo thành một sự phân chia và kết quả là bồn địa Tulare khô hạn của Trung lũng Trung tâm, chảy vào nó là bốn con sông từ Sierra Nevada bao gồm Kings. Bồn địa này, thường xuyên nội lưu, trước đây nó bị bao phủ đầy nước khi tuyết tan nhiều và đổ ra sông San Joaquin. Cái được gọi là hồ Tulare ngày nay thường xuyên khô hạn vì nước của các con sông cấp nước cho nó đã được sử dụng cho mục đích nông nghiệp.
Các con sông ở Thung lũng Trung tâm tụ hội về đồng bằng châu thổ Sacramento-San Joaquin, một mạng lưới phức tạp với các kênh đào đồng lầy, các phân lưu và vũng nước, chúng uống khúc quanh các đảo chủ yếu được sử dụng cho mục đích nông nghiệp. Tại đây, nước ngọt của các sông hòa với dòng nước thủy triều, và cuối cùng đổ ra Thái Bình Dương sau khi đi qua vịnh Suisun, vịnh San Pablo, phần thượng của vịnh San Francisco và cuối cùng là Golden Gate. Nhiều hòn đảo nay nằm dưới mực nước biển do sản xuất nông nghiệp thâm canh, và có nguy cơ bị lũ lụt, mà sẽ khiến nước mặn xâm nhập vào trong đồng bằng châu thổ, đặc biệt là khi có quá ít nước ngọt chảy từ Thung lũng.
Sông Sacramento có lưu lượng chiếm phần lớn với 24.000 foot khối trên giây (680 m3/s), trong khi lưu lượng trung bình tương đối của sông San Joaquin chỉ là 4.500 foot khối trên giây (130 m3/s). Trên 25 triệu người sống cả ở trong thung lũng và các khu vực khác trong bang phải dựa vào nguồn nước từ các sông này.

### Kỹ thuật
Các dòng chảy từ Sierra Nevada tạo nên các con sông chảy vào vịnh San Francisco, chúng cung cấp một lượng tài nguyên nước to lớn cho California. Sông Sacramento là sông lớn thứ hai đổ ra Thái Bình Dương từ Hoa Kỳ lục địa, chỉ xếp sau sông Columbia và lớn hơn sông Colorado. Với khu vực đất đai phì nhiêu và rộng rãi ở đáy, Thung lũng Trung tâm là một nơi lý tưởng để phát triển nông nghiệp.
Ngày nay, Thung lũng Trung tâm là một trong các khu vực nông nghiệp có năng xuất cao nhất tại Hoa Kỳ. Người ta đã kiểm soát để ngăn chặn các con sông tràn bờ vào mùa xuân và mùa hè trong khi khô hạn trong mùa thu và mùa đông. Do vậy, nhiều đập lớn, bao gồm đập Shasta, đập Oroville, đập Folsom, đập New Melones, đập Don Pedro, đập Friant, đập Pine Flat và đập Isabella, đã được xây dựng trên các con sông chảy vào Thung lũng Trung tâm, nhiều đập thuộc về Dự án Thung lũng Trung tâm. Các đập này đã có một tác động sâu sắc đến tình trạng tự nhiên và sinh thái của các con sông tại Thung lũng Trung tâm, bao gồm cả việc mất đi cá hồi Chinook.
Sự phát triển và tăng trưởng nhanh chóng của hai khu vực đô thị chính tại California là khu vực vịnh San Francisco và Los Angeles/Inland Empire/San Diego, cũng đồng nghĩa rằng nguồn nước địa phương ở đó không đủ để cung cấp cho dân cư. Thung lũng Trung tâm được nhìn nhận là một nguồn nước, dẫn đến việc thiết lập Dự án nước tiểu bang California, trong đó sẽ vận chuyển nước từ Thung lũng Trung tâm đến Miền Nam California.
Dòng chảy từ các sông Sacramento và San Joaquin Rivers bị chặn lại ở vùng đồng bằng châu thổ thông qua một loạt máy bơm lớn và kênh mương, thông qua cống dẫn nước California, nước sẽ được dẫn về phía nam dọc theo toàn bộ chiều dài của thung lũng San Joaquin. Dòng chảy của sông Sacramento được bổ sung bằng một đường hầm từ sông Trinity (một chi lưu của sông Klamath) gần Redding. Các thành phố trong khu vực vịnh San Francisco cũng cần đến một lượng lớn nước, người ta đã xây dựng các cống dẫn nước từ sông Mokelumne và sông Tuolumne, các sông này chảy từ đông sang tây ở phần giữa của Thung lũng Trung tâm.

### Lũ lụt
Hầu hết các vùng đất thấp của Thung lũng Trung tâm đều có nguy cơ phải chịu lũ lụt, đặc biệt là đáy của các hồ cũ đã khô cạn là hồ Tulare, hồ Buena Vista, và Kern. Các sông Kings, Kaweah, Tule và Kern ban đầu chảy vào các hồ theo mùa này, khi đó các khu vực ngập nước sẽ mở rộng ra phần lớn phía nam thung lũng San Joaquin vào mùa xuân. Sau này con người xây dựng nên các trang trại, đô thị và cơ sở hạ tầng tại đáy các hồ này trong khi ngăn chặn chúng khỏi bị lụt bằng hệ thống đê.
Các dự án công trình công cộng lớn đã được khởi công vào thập niên 1930, trong đó tìm cách để giảm lượng tuyết tan làm ngập lụt bằng việc xây dựng các con đập lớn. Năm 2003, Sacramento được xác định là được bảo vệ chống lại ở mức thấp nhất và gần như có nguy cơ cao nhất trước lũ lụt. Quốc hội sau đó đã cấp một khoản vay trị giá 220 triệu Đô la Mỹ cho quận Sacramento để nâng cấp cơ sở hạ tầng chống lụt. Các quận khác phải thường xuyên đối mặt với lụt lội trong thung lũng là Yuba, Stanislaus, và San Joaquin.

## Kinh tế
Nông nghiệp là ngành kinh tế chính tại hầu hết Thung lũng Trung tâm. Một ngoại lệ đáng chú ý về ưu thế của nông nghiệp là tại khu vực Sacramento, nơi có một lực lượng lao động lớn và ổn định làm việc cho chính quyền bang đã khiến nền kinh tế ở đây cách xa khỏi nông nghiệp. Mặc dù xảy ra việc cắt giảm tuyển dụng nhà nước và đóng cửa một số căn cứ quân sự, song kinh tế của Sacramento vẫn tiếp tục phát triển, đa dạng hóa và nay rất tương đồng với kinh tế của khu vực vịnh San Francisco lân cận. Các nguồn chính trong việc gia tăng dân số trong Thung lũng Trung tâm là những người nhập cư từ khu vực vịnh San Francisco để tìm kiếm chi phí nhà ở thấp hơn, cũng như những người nhập cư đến từ châu Á, Trung Mỹ, México, Ukraina và phần còn lại của Liên Xô cũ.
Thung lũng Trung tâm là một trong các khu vực sản xuất nông nghiệp năng suất nhất trên thế giới và là vùng đất loại 1 lớn nhất thế giới. Có trên 230 cây trồng được phát triển tại đây. Với ít hơn 1% tổng diện tích đất nông nghiệp tại Hoa Kỳ, Thung lũng Trung tâm sản xuất 8% giá trị tổng sản lượng nông nghiệp quốc gia: 17 tỉ USD vào năm 2002. Sản xuất nông nghiệp của Thung lũng Trung tâm dựa vào hệ thống tưới lấy nước từ cả nguồn nước mặt và nguồn nước ngầm. Khoảng một phần sáu diện tích đất đai được tưới tại Hoa Kỳ là ở Thung lũng Trung tâm.
Gần như toàn bộ các cây trồng phi nhiệt đới đều được trồng tại Thung lũng Trung tâm, nó là nguồn cung cấp chính của một số nông sản trên khắp Hoa Kỳ, bao gồm cà chua, hạnh, nho, sợi bông, mơ, và măng tây. Tại Thung lũng Trung tâm có 6.000 người trồng hạnh và mỗi năm sản xuất ra trên 600 triệu pound (~272 nghìn tấn), chiếm khoảng 70% nguồn cung của thế giới. Năm 2007, bốn quận có doanh thu nông nghiệp hàng đầu ở Hoa Kỳ đều nằm tại Thung lũng Trung tâm. Chúng là quận Fresno (#1 với doanh thu 3,731 tỷ USD), quận Tulare (#2 với 3,335 tỉ USD), quận Kern (#3 với 3,204 tỷ USD), và quận Merced (#4 với 2,330 tỉ USD.
Ban đầu, nông nghiệp tại Thung lũng Trung tâm tập trung gần đồng bằng châu thổ Sacramento-San Joaquin, nơi có mực nước cao quanh năm và dễ dàng đưa vào đồng ruộng, nhưng các dự án tưới tiêu sau đó đã khiến cho sản xuất nông nghiệp mở rộng ra nhiều khu vực khác của thung lũng.

## Dân tộc học
Sau tiếng Anh và tiếng Tây Ban Nha, tiếng H'Mông là ngôn ngữ phổ biến thứ ba tại Thung lũng Trung tâm.